# 네페르카레 7세

네페르카레 7세(Neferkare VII)는 이집트 제9왕조의 파라오이다. 토리노 파피루스 4-20에 등장한다. 또한, 테베 남쪽 알모알라에 그의 부하인 안크티피의 기념물이 남아 있으며, 토리노 파피루스 4-20에서도 이름을 찾아볼 수 있다. 네페르카레 7세의 시대는 이집트 제11왕조의 인테프 1세와 동시대이다.
안크티피의 기념물에 따르면, 그는 제11왕조와 전쟁을 벌였다. 네페르카레는 안크티피와 호텝이라는 귀족들과 함께 엘레판티네의 귀족과 연합하여 테베와 콥토스를 공격하였다. 그러나 기근 때문에 작전은 실패로 돌아갔다. 이후 네페르카레는 안크티피를 시켜 기근에 시달리는 백성들에게 식량을 나눠주었다.
| 전임 정체불명의 파라오 | 이집트 제9왕조의 파라오 ? | 후임 케티 2세 |